# Cidade Livre de Danzigue
A Cidade Livre de Danzigue (em alemão:  Freie Stadt Danzig e em polonês/polaco:  Wolne Miasto Gdańsk) foi uma cidade-estado semi-autônoma que existiu entre 1920 a 1939, que consistia no porto de Danzigue (atual Gdańsk, Polônia), no mar Báltico, e cerca de 200 localidades no entorno. Foi criada em 15 de novembro de 1920, em conformidade com os termos do artigo 100 (Seção XI da Parte III) do Tratado de Versailles de 1919 após o fim da Primeira Guerra Mundial.
A Cidade Livre incluiu a cidade de Danzigue e outras cidades, vilas e povoados próximos que haviam sido habitados principalmente por alemães étnicos. Como o tratado afirmou, a região deveria permanecer separada da Alemanha pós-Primeira Guerra Mundial (a República de Weimar) e da nova nação independente da Segunda República Polaca ("Polônia entre guerras"), mas não foi um Estado independente. A Cidade Livre estava sob a proteção da Liga das Nações e colocada em uma união aduaneira com a Polônia.
A Polônia recebeu plenos direitos para desenvolver e manter o transporte, comunicação e instalações portuárias na cidade. A Cidade Livre foi criada a fim de dar a Polônia acesso a um porto bem dimensionado, enquanto a população da cidade era de maioria alemã, mas tinha uma minoria significativa de polacos. A população alemã se ressentia da separação da Alemanha, e submetia a minoria polaca à discriminação e ao assédio com base étnica. Isso era especialmente verdade após o Partido Nazista assumir o controle político em 1935-1936.
Uma vez que a Polônia ainda não tinha o controle completo do porto, especialmente em relação ao equipamento militar, um novo porto foi construído nas proximidades de Gdynia, começando em 1921.
Em 1933, o governo da cidade foi tomado pelo Partido Nazista local, que suprimiu a oposição democrática. Devido à perseguição antissemita e a opressão, muitos judeus fugiram. Após a invasão alemã da Polônia em 1939, os nazistas aboliram a Cidade Livre e incorporaram a área ao recém-formado Reichsgau de Danzigue-Prússia Ocidental. Os nazistas classificaram os poloneses e judeus vivendo na cidade como "sujeitos do Estado", submetendo-os a discriminação, o trabalho forçado, e expulsões. Muitos foram enviados para campos de concentração nazistas, como Stutthof (atual Sztutowo, Polônia).
Durante a conquista da cidade pelo Exército Vermelho nos primeiros meses de 1945, muitos cidadãos fugiram ou foram mortos. Depois da guerra, muitos sobreviventes alemães étnicos foram expulsos e deportados para o Ocidente, quando os membros da minoria polaca pré-guerra começaram a voltar. A cidade se tornou posteriormente parte da Polônia, como consequência da Conferência de Potsdam. Colonos poloneses substituíram a população alemã.

## Fundação

### Períodos de independência e autonomia
Danzigue teve um início da história de independência. Era líder da Confederação Prussianal,se colocando contra o Estado Monástico Teutônico da Prússia. A Confederação previu que o rei da Polônia, Casimiro IV Jaguelão, doaria parte do papel de chefe de Estado para a Prússia Ocidental (Prússia Real). Em contraste, a Prússia Ducal permaneceu um feudo polonês. Danzigue e outras cidades, como Elbląg e Toruń financiaram a maior parte da guerra e um alto nível de autonomia da cidade. Danzigue usou o título Cidade Real Polaca de Danzigue.
Em 1569, quando as propriedades da Prússia Real concordaram em incorporar a região na República das Duas Nações, a cidade insistiu em preservar o seu estatuto especial. Se defendeu através do dispendioso Cerco de Danzigue em 1577, a fim de preservar privilégios especiais, e, posteriormente, insistiu na negociação, enviando emissários diretamente ao rei polonês.
Embora Danzigue passasse a fazer parte do Reino da Prússia na Segunda partição da Polônia em 1793, a Prússia foi conquistada por Napoleão Bonaparte em 1806, e em setembro de 1807 Napoleão declarou Danzigue um estado cliente semi-independente do Império Francês, conhecida como a República de Danzigue. Durou sete anos, até que foi re-incorporada no Reino da Prússia em 1814, após a derrota de Napoleão na Batalha de Lípsia (Batalha das Nações, por uma coalizão que incluía a Rússia, Áustria e Prússia.

### Território
O entre-guerras da Cidade Livre de Danzigue (1920-1939) incluiu a cidade de Danzigue, as cidades de Zoppot (Sopot), Oliva (Oliwa), Tiegenhof (Nowy Dwór Gdański), Neuteich (Nowy Staw) e 252 vilas e 63 aldeolas, cobrindo uma área total de 1 966 km2.

### Direitos polacos declarados pelo Tratado de Versalhes
A Cidade Livre era representada exterior pela Polônia e foi criadauma união aduaneira com esta. A linha ferroviária alemã que ligava a Cidade Livre com a recém-criada Polônia estava sendo administrada pela Polônia, como todas as outras linhas ferroviárias no território da Cidade Livre. Em 9 de novembro de 1920, uma convenção que previa a presença de um representante diplomático polonês em Danzigue foi assinado entre o governo polonês e as autoridades de Danzigue. No artigo 6, o governo polonês não se comprometeu a concluir os acordos internacionais relativos a Danzigue sem consulta prévia com o governo da Cidade Livre.
Uma agência de correios polonesa foi estabelecida em Danzigue, além de uma local.

### Altos Comissários da Liga das Nações
Ao contrário de territórios imperativoss, que foram confiados aos países membros, a Cidade Livre de Danzigue (como o Território da Bacia do Sarre) se manteve diretamente sob a autoridade da Liga das Nações. Representantes de vários países assumiram o papel de Alto Comissariado:
| №  | Nome                       | Período   | País                  |
| -- | -------------------------- | --------- | --------------------- |
| 1  | Reginald Thomas Tower      | 1919–1920 | Reino Unido           |
| 2  | Edward Lisle Strutt        | 1920      | Reino Unido           |
| 3  | Bernardo Attolico          | 1920      | Itália                |
| 4  | Richard Cyril Byrne Haking | 1921–1923 | Reino Unido           |
| 5  | Mervyn Sorley McDonnell    | 1923–1925 | Reino Unido           |
| 6  | Joost Adriaan van Hamel    | 1925–1929 | Países Baixos         |
| 7  | Manfredi di Gravina        | 1929–1932 | Itália                |
| 8  | Helmer Rosting             | 1932–1934 | Dinamarca             |
| 9  | Seán Lester                | 1934–1936 | Estado Livre Irlandês |
| 10 | Carl Jakob Burckhardt      | 1937–1939 | Suíça                 |

A Liga das Nações se recusou a deixar a cidade-estado utilizam o termo de Cidade Hanseática como parte de seu nome oficial; que se refere à adesão de longa duração de Danzigue na Liga Hanseática.

## População

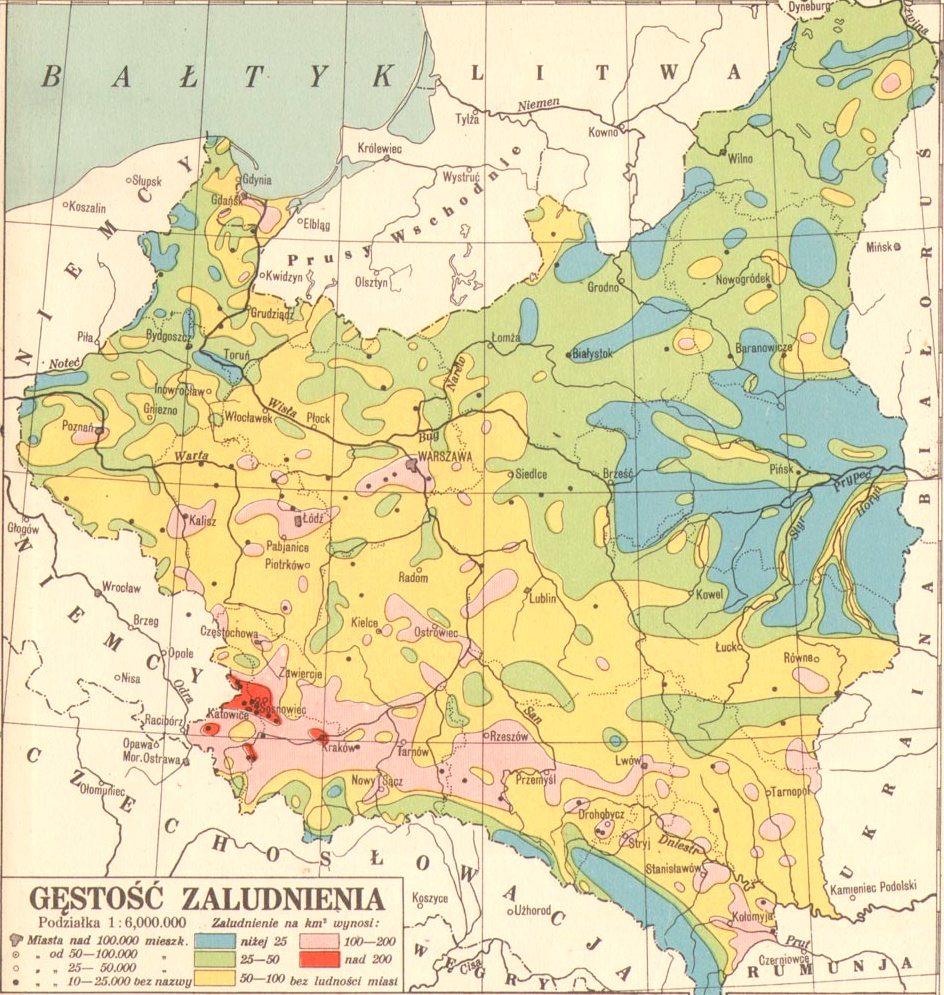
Densidade populacional da Polônia e da Cidade Livre de Danzigue (Gdańsk) em 1930

A população da Cidade Livre subiu de 357 000 em 1919, para 408 000 em 1929; de acordo com o censo oficial, 95% eram alemães,:5, 11 com o resto principalmente eram de cassubianos e polacos. De acordo com E. Cieślak, os registos da população da Cidade Livre mostram que em 1929 a população polaca era de 35 000, ou 9,5% da população.
Henryk Stępniak estima a população polaca em 1929 era em torno de 22 000, ou cerca de 6% da população, aumentando para cerca de 13% na década de 1930. Com base nos padrões de voto estimado (de acordo com Stępniak muitos polacos votaram a favor da Católica Zentrumspartei em vez dos partidos polacos), Stępniak estima que o número de polacos na cidade era de 25-30% dos católicos que vivem dela, ou cerca de 30-36 000 pessoas. Incluindo cerca de 4 000 cidadãos polacos que foram registrados na cidade, Stępniak estimou que o população polaca era de 9,4-11% da população. Incluindo cerca de 4,000 nacionais poloneses que eram registrados na cidade, Stępniak estimou cerca de  9.4–11% da populacao como polonesa. Por outro lado Stefan Samerski estima que cerca de 10% dos 130.000 católicos eram poloneses. Andrzej Drzycimski estima que a população polonesa no final da década de 30 chegou a 20% (incluindo os poloneses que chegaram depois da guerra).
O Tratado de Versalhes exigia que o Estado recém-formado tenha a sua própria cidadania, baseada na residência. Os habitantes alemães perderam a cidadania alemã, com a criação da Cidade Livre, mas foi dada o direito de re-obter-lo dentro dos dois primeiros anos de existência do Estado. Qualquer um que desejava a cidadania alemã teve de abandonar sua propriedade e fazer a sua residência fora de Danzigue nas partes restantes da Alemanha.
| Nacionalidade | Alemão  | Alemão, Polaco | Polaco, Cassúbio, masuriano | Russo, Ucraniano | Hebraico, Iídiche | Não classificados | Total   |
| ------------- | ------- | -------------- | --------------------------- | ---------------- | ----------------- | ----------------- | ------- |
| Danzigue      | 327 827 | 1 108          | 6 788                       | 99               | 22                | 77                | 335 921 |
| Não-Danzigue  | 20 666  | 521            | 5 239                       | 2 529            | 580               | 1 274             | 30 809  |
| Total         | 348 493 | 1 629          | 12 027                      | 2 628            | 602               | 1 351             | 366 730 |
| Porcentagem   | 95,03%  | 0,44%          | 3,28%                       | 0,72%            | 0.16%             | 0,37%             | 100,00% |

### Religião
Em 1924, 54,7% da população era Protestante (220 731 pessoas, em sua maioria Luteranos dentro da Velha Igreja Unida Prussiana), 34,5% era Católica (140 797 pessoas), e 2.4% era Judaica (9.239 pessoas). Outros Protestantes incluíam 5 604 Menonitas, 1 934 Calvinistas (reformados), 1 093 Batistas, 410 Religiosos livres, bem como 2 129 dissidentes, 1 394 fiéis as outras religiões e denominações, e 664 sem religião. A comunidade judaica cresceu de 2 717 em 1910 para 7 282 em 1923, e 10 448, em 1929, muitos deles imigrantes da Polônia e Rússia, onde massacres e perseguições eram realizadas contra eles e a discriminação era grave.

#### Diocese de Danzigue da Igreja Católica

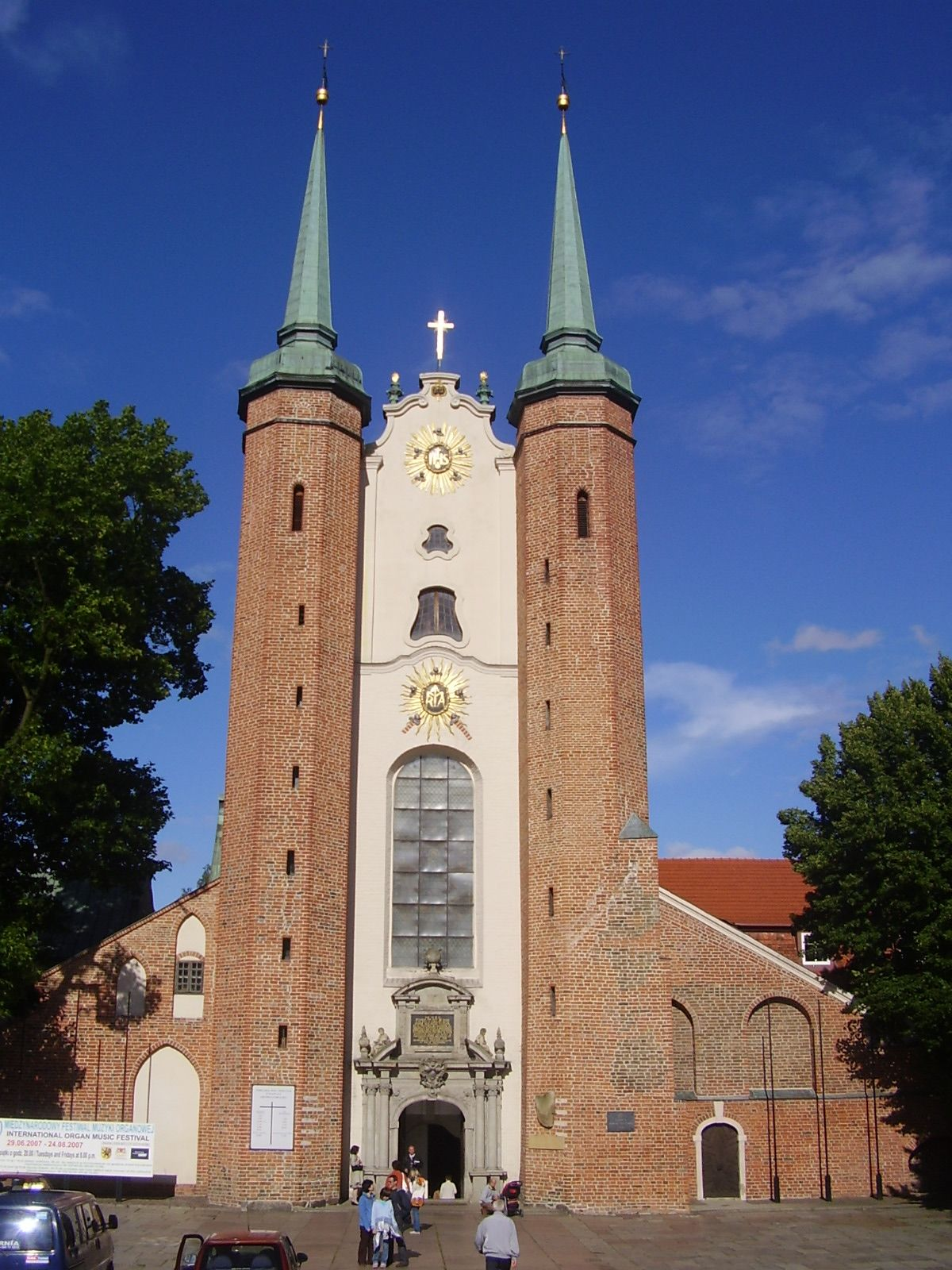
A Catedral da Santíssima Trindade, Santíssima Virgem Maria e de São Bernardo em Oliva, Danzigue

As 36 paróquias católicas no território da Cidade Livre, em 1922, pertenciam em partes iguais para a diocese de Culm de maioria polaca, e da diocese de Ermland, que era principalmente de alemães. Enquanto a Segunda República Polaca queria que todas as paróquias dentro da Cidade Livre se formassem parte dos poloneses de Culm, Volkstag e o Senado queriam que todos eles se tornassem sujeitos a alemã Ermland. Em 1922, a Santa Sé suspendeu as jurisdições de ambas as dioceses sobre suas paróquias no Estado Livre e estabeleceu uma administração apostólica isenta para o território.
O primeiro administrador apostólico foi Edward O'Rourke que se tornou Bispo de Danzigue, por ocasião da elevação da administração de uma diocese isenta. Ele foi naturalizado cidadão de Danzigue na mesma ocasião. Em 1938, ele renunciou após discussões com o Senado dominado pelos nazistas de Danzigue sobre nomeações de párocos de etnia polonesa. O Senado também instigou a desnaturalização de Edward O'Rourke, que posteriormente se tornou um cidadão polaco. O'Rourke foi substituído pelo Bispo Carl Maria Splett, um nativo da região da Cidade Livre.
Splett permaneceu como bispo após a anexação alemã da Cidade Livre. No início de 1941, ele se candidatou para assumir a diocese de Danzigue como membro na Província Eclesiástica da Alemanha Oriental do arcebispo Adolf Bertram e, assim, na Conferência Fulda dos Bispos; no entanto, Bertram, também era orador da Conferência Fulda, e rejeitou o pedido. Todos os argumentos de que a Cidade Livre de Danzigue havia sido anexada à Alemanha Nazista não impressionam Bertram desde a que anexação de Danzigue não tenha reconhecimento internacional. Até a reorganização das dioceses católicas em Danzigue e os territórios anteriormente Orientais da Alemanha o território da diocese permaneceu inalterado. No entanto, com a substituição da população de Danzigue, entre 1945 e 1948 por sua maioria católica de poloneses, o número de paróquias católicas aumentou e igrejas mais antigas-protestantes foram assumidas por serviços católicos.

#### Judeus de Danzigue

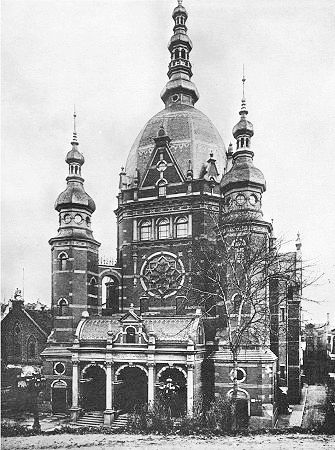
A Grande Sinagoga de Danzigue

Desde 1883 a maioria das congregações judaicas no território depois de Estado Livre se fundiu na Comunidade Sinagogal de Danzigue. Somente os judeus de Tiegenhof tinham a sua própria congregação até 1938.
Danzigue se tornou o centro polaco e russo de emigração judaica para a América do Norte. Entre 1920 e 1925, 60 000 judeus emigraram via Danzigue para os Estados Unidos e Canadá. Ao mesmo tempo, entre 1923 e 1929, a própria população judaica de Danzigue aumentou de cerca de 7 000 para 10 500. Judeus nativos e os recém-chegados se estabeleceram na cidade e contribuíram para a sua vida cívica, cultural e economia. Danzigue se tornou um local para reuniões internacionais de organizações judaicas, como convenções de delegados de organizações de judeus de várias nações, com a participação de David Ben-Gurion, que fundou a União Mundial da Juventude Judaica em 2 de setembro de 1924. Em 21 de março de 1926, a Zionistische Organisation für Danzig convocou os delegados do HeHalutz para a primeira conferência em Danzigue usando hebraico como língua comum, também com a participação de Ben Gurion.
Com uma maioria nazista no Volkstag e no Senado, a perseguição anti-semita e a discriminação aconteceram mesmo não sendo sancionado pelas autoridades. Em contraste com a Alemanha, que exercia o controle da saída de capital desde 1931, a emigração dos judeus de Danzigue foi, um pouco mais fácil, com transferências de capital habilitado pelo Banco de Danzigue. Além disso, os poucos judeus-Danzigue foram oferecidos refúgios mais fáceis em países seguros por causa de quotas favoráveis de migração da Cidade Livre.
Após os motins anti-judaicos da noite dos cristais de 9/10 de novembro de 1938, na Alemanha, motins semelhantes ocorreram em 12/13 de novembro de 1938, em Danzigue. A Grande Sinagoga foi tomada e demolida pelas autoridades locais em 1939. A maioria dos judeus já tinham saído da cidade e da Comunidade Judaica de Danzigue e decidiram organizar a sua própria emigração no início de 1939.

## Política

### Governo
| №                                 | Nome                              | Assumiu o cargo                   | Deixou o cargo                    | Partido                           |
| Presidentes do Senado de Danzigue | Presidentes do Senado de Danzigue | Presidentes do Senado de Danzigue | Presidentes do Senado de Danzigue | Presidentes do Senado de Danzigue |
| --------------------------------- | --------------------------------- | --------------------------------- | --------------------------------- | --------------------------------- |
| 1                                 | Heinrich Sahm                     | 6 de dezembro de 1920             | 10 de janeiro de 1931             | Nenhum                            |
| 2                                 | Ernst Ziehm                       | 10 de janeiro de 1931             | 20 de junho de 1933               | DNVP                              |
| 3                                 | Hermann Rauschning                | 20 de junho de 1933               | 23 de novembro de 1934            | NSDAP                             |
| 4                                 | Arthur Karl Greiser               | 23 de novembro de 1934            | 23 de agosto de 1939              | NSDAP                             |
| Presidente do Estado              |                                   |                                   |                                   |                                   |
| 5                                 | Albert Forster                    | 23 de agosto de 1939              | 1 de setembro de 1939             | NSDAP                             |

Bandeira do Senado de Danzigue

A Cidade Livre foi governada pelo Senado, que foi eleito pelo parlamento (Volkstag) por um período legislativo de quatro anos. A língua oficial era o alemão, embora o uso do polonês estava garantido por lei. Os partidos políticos na Cidade Livre se corresponderam com os partidos políticos da República de Weimar; as partes mais influentes na década de 1920 eram o conservador Partido Popular Nacional Alemão, o Partido Social Democrata da Cidade Livre de Danzigue e o Partido do Centro Católico. Um Partido Comunista foi fundado em 1921 com as suas origens na Liga Espartaquista e no Partido Comunista da Prússia Oriental. Vários partidos liberais das Associações existiram e eleitos nas eleições com graus variados de sucesso. Um partido polonês representou a minoria polaca e recebeu entre 3% dos votos em 1933 e 6% em 1920 (no total, 4 358 votos em 1933 e 9 321 votos em 1920).
Inicialmente, o Partido Nazista tinha apenas uma pequena medida de sucesso (0.8% dos votos em 1927) e foi ainda brevemente dissolvido. Sua influência cresceu com o início dos tempos econômicos difíceis e a crescente popularidade do Partido Nazista na Alemanha. Albert Forster se tornou o Gauleiter em outubro de 1930. Os nazistas ganharam 50% dos votos nas eleições do Volkstag de 28 de maio de 1933, e assumiram o controle do Senado em junho de 1933, com Hermann Rauschning se tornando o presidente do Senado de Danzigue.
Hermann Rauschning foi removido de sua posição por Albert Forster e substituído por Arthur Greiser em novembro de 1934. Mais tarde, ele apelou ao público para não votarem nos nazistas nas eleições de 1935. A oposição política aos nazistas foi reprimida, com vários políticos presos e assassinados. A política econômica do governo liderado por nazistas de Danzigue, aumentou as questões públicas para os programas de criação de emprego, e a redução da ajuda financeira da Alemanha levou a uma desvalorização de mais de 40% do Florim de Danzigue em 1935. As reservas de ouro do Banco de Danzigue diminuiu de 30 milhões de florins em 1933 para 13 milhões em 1935 e a reserva de ativos estrangeiros de 10 milhões para 250 000 florins. Em 1935, a Polônia protestou quando o Senado de Danzigue reduziu o valor do Florim, de modo que seria o mesmo do Złoty polonês.
Como na Alemanha, os nazistas introduziram a "Lei Habilitante" e as racistas Leis de Nuremberg (novembro de 1938); partidos e sindicatos existentes foram gradualmente banidos. A presença da Liga das Nações, no entanto, ainda era garantida pelo menos com a segurança jurídica. Em 1935, os partidos da oposição, com exceção do Partido Polonês, entraram com um processo no Supremo Tribunal de Danzigue em protesto contra a manipulação das eleições do Volkstag. A oposição também protestou na Liga das Nações, assim como na Comunidade Judaica de Danzigue.

### Tensões entre a Alemanha e a Polônia
Os direitos da Segunda República Polonesa no território da Cidade Livre foram estipulados no Tratado de Paris de 9 de novembro de 1920 e o Tratado de Varsóvia de 24 de outubro de 1921. Os detalhes dos privilégios poloneses logo se tornaram uma questão permanente de conflitos entre a população local e o Estado polonês. Enquanto os representantes da Cidade Livre tentaram defender a autonomia e a soberania, a Polônia procurou estender seus privilégios.
Durante a Guerra Polaco-Soviética, trabalhadores portuários locais entraram em greve e se recusaram a descarregar suprimentos de munição do exército polonês. Enquanto a munição foi finalmente descarregada por tropas britânicas, o incidente levou à criação de um depósito de munição permanente em Westerplatte e a construção de um porto naval em Gdynia, cujo total de exportações e importações superaram as de Danzigue em maio de 1932. Em dezembro de 1925, o Conselho da Liga das Nações concordou com a criação de uma guarda militar polonesa de 88 homens na península de Westerplatte para proteger o depósito de material bélico.
Durante o período entre guerras a minoria polaca foi fortemente discriminada pela população alemã, que atacam abertamente seus membros usando insultos e assédio racista, e ataques contra o consulado polonês por estudantes alemães foram elogiados pelas autoridades.
Várias disputas entre Danzigue e a Polônia ocorreram na sequência. A Cidade Livre protestou contra o depósito de Westerplatte, e a colocação de caixas de correio polonesas dentro da cidade e a presença de navios de guerra polonês no porto. A tentativa da Cidade Livre para se juntar à Organização Internacional do Trabalho foi rejeitada pelo Tribunal Permanente de Justiça Internacional da Liga das Nações, após protestos do delegado polonês da OIT.
Depois de Adolf Hitler chegar ao poder na Alemanha, os militares polonês dobraram o número de tropas em Westerplatte, a fim de testar a reação do novo chanceler. Após protestos as tropas adicionais foram retiradas. A propaganda nazista utilizou estes eventos nas eleições do Volkstag de maio de 1933, em que os nazistas ganharam maioria absoluta.
Até junho de 1933, o Alto Comissariado decidiu, em 66 casos de controvérsia entre Danzigue e a Polônia; em 54 casos uma das partes recorreu para o Tribunal Permanente de Justiça Internacional. Disputas subsequentes foram resolvidas em negociações diretas entre o Senado e a Polônia após ambos concordar em se abster de novas apelações à Corte Internacional, no verão de 1933 e foram celebrados acordos bilaterais.
Na sequência do Pacto de Não-Agressão entre a Alemanha e a Polônia de 1934, as relações entre Danzigue e a Polônia melhoraram e Adolf Hitler instruiu o governo nazista local que cesse as ações anti-polacas. Em troca, a Polônia não apoiou as ações da oposição anti-nazista em Danzigue. O embaixador polonês na Alemanha, Józef Lipski, afirmou em uma reunião com Hermann Göring.
"... que um Senado Nacional Socialista em de Danzigue também é mais desejável do nosso ponto de vista, uma vez que trouxe uma aproximação entre a Cidade Livre e a Polônia, eu gostaria de lembrá-lo que nós sempre mantivemos afastado de problemas internos de Danzigue. Apesar das abordagens repetidamente feitas pelos partidos da oposição, que rejeitaram qualquer tentativa de nos chamar a entrar em ação contra o Senado. Eu mencionei muito confidencialmente que a minoria polonesa em Danzigue foi aconselhada a não unir forças com a oposição no momento das eleições."
Quando Carl Jacob Burckhardt se tornou Alto Comissariado, em fevereiro de 1937, tanto os poloneses e os alemães o aconselharam abertamente sua retirada, e o Ministro dos Negócios Estrangeiros polaco Józef Beck notificou ele para não "contar com o apoio do Estado polonês" em caso de dificuldades com o Senado ou do Partido Nazista.
Enquanto o Senado parecia respeitar os acordos com a Polônia, a "desnazificação de Danzigue prosseguiu implacavelmente" e Danzigue se tornou um trampolim para a propaganda anti-polaca entre a minoria alemã e ucraniana na Polônia. O bispo católico de Danzigue, Edward O'Rourke, foi forçado a se retirar depois que ele tentou implementar quatro cidadãos polacos como párocos em outubro de 1937.

### A crise de Danzigue
A política alemã abertamente mudou imediatamente após a Conferência de Munique, em outubro de 1938, quando o Ministro dos Negócios Estrangeiros alemão Joachim von Ribbentrop exigiu a incorporação da Cidade Livre no Reich. Em abril de 1939, o Alto Comissário Burckhardt foi solicitado pelo Comissário-Geral polaco de que qualquer tentativa de alterar o seu estatuto seria respondido com resistência armada por parte da Polônia. As tensões aumentaram na crise de Danzigue durante o verão de 1939.

## Segunda Guerra Mundial e pós-guerra

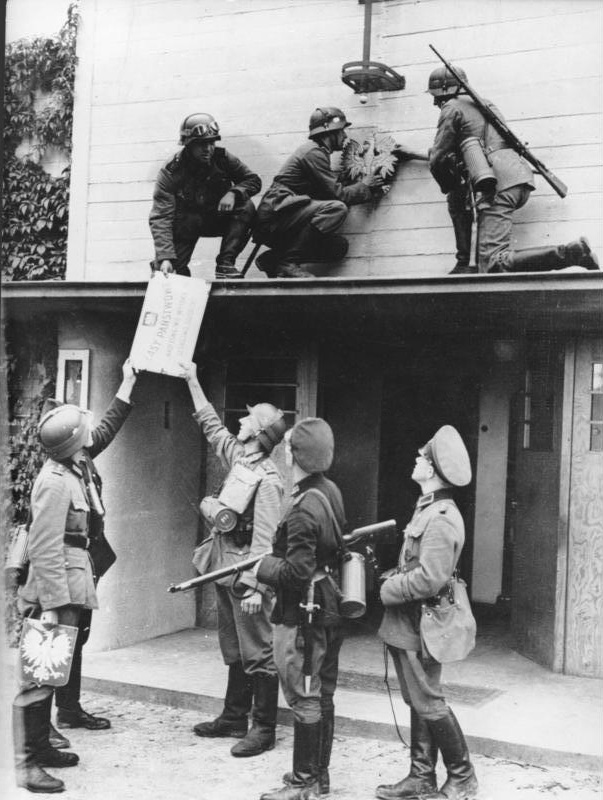
1 de setembro de 1939: as tropas alemãs removendo a insignia polonesa na fronteira polaco-Danzigue perto de Zoppot

A Segunda Guerra Mundial começou com o bombardeio de Westerplatte em 1 de Setembro de 1939. Gauleiter Forster entrou residência do Alto Comissário e ordenou-lhe para deixar a cidade dentro de duas horas, e da Cidade Livre foi formalmente incorporada no recém-formado Reichsgau de Danzigue-Prússia Ocidental. Empregados civis dos Correios poloneses tinham recebido treinamento militar e estavam na posse de um esconderijo de armas na maioria pistolas, três metralhadoras leves, e algumas granadas de mão e foram, portanto, capazes de defender os correios polaco durante quinze horas. Após a sua rendição, eles foram julgados e executados. (A sentença foi oficialmente revogada por um tribunal alemão como ilegal em 1998). As forças militares polonesas na cidade resistiram até 7 de setembro. Até 4 500 membros da minoria polaca foram presos e muitos deles executados. Na cidade centenas de prisioneiros poloneses foram submetidos a execuções e experimentos cruéis dos nazistas, que incluíam a castração de homens e esterilização de mulheres consideradas perigosas para a "pureza da raça nórdica" e decapitação pela guilhotina O Sistema Judicial foi um dos principais instrumentos da política de extermínio para com os poloneses levados pela Alemanha Nazista na cidade e vereditos foram motivadas por declarações de que os polacos são subumanos até o final da Segunda Guerra Mundial, quase toda a cidade havia sido reduzida a ruínas. Em 30 de março de 1945, a cidade foi tomada pelo Exército Vermelho. Estima-se que quase todos os habitantes de antes da guerra estavam mortos ou tinham fugido. Um certo número de habitantes da cidade pereceram quando o navio de treinamento militar Wilhelm Gustloff utilizado para a evacuação foi afundado. Tinha até 10 000 refugiados a bordo no momento, incluindo cerca de 1 000 soldados e marinheiros gravemente feridos.
Na Conferência de Ialta, em fevereiro de 1945, os Aliados acordaram que a cidade se tornaria parte da Polônia.
Em 1950, cerca de 285 000 cidadãos fugiram ou foram expulsos da antiga Cidade Livre e estavam vivendo na Alemanha, e 13 424 cidadãos da antiga Cidade Livre foram "verificados" e receberam a nacionalidade polaca. Em 1947, 126 472 Danzigers de etnia alemã foram expulsos para a Alemanha a partir de Gdańsk, e 101 873 poloneses da Polônia Central e 26 629 da Polônia-Oriental anexada pela União Soviética.

## Personalidades

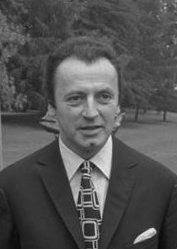
Eddi Arent em 1971

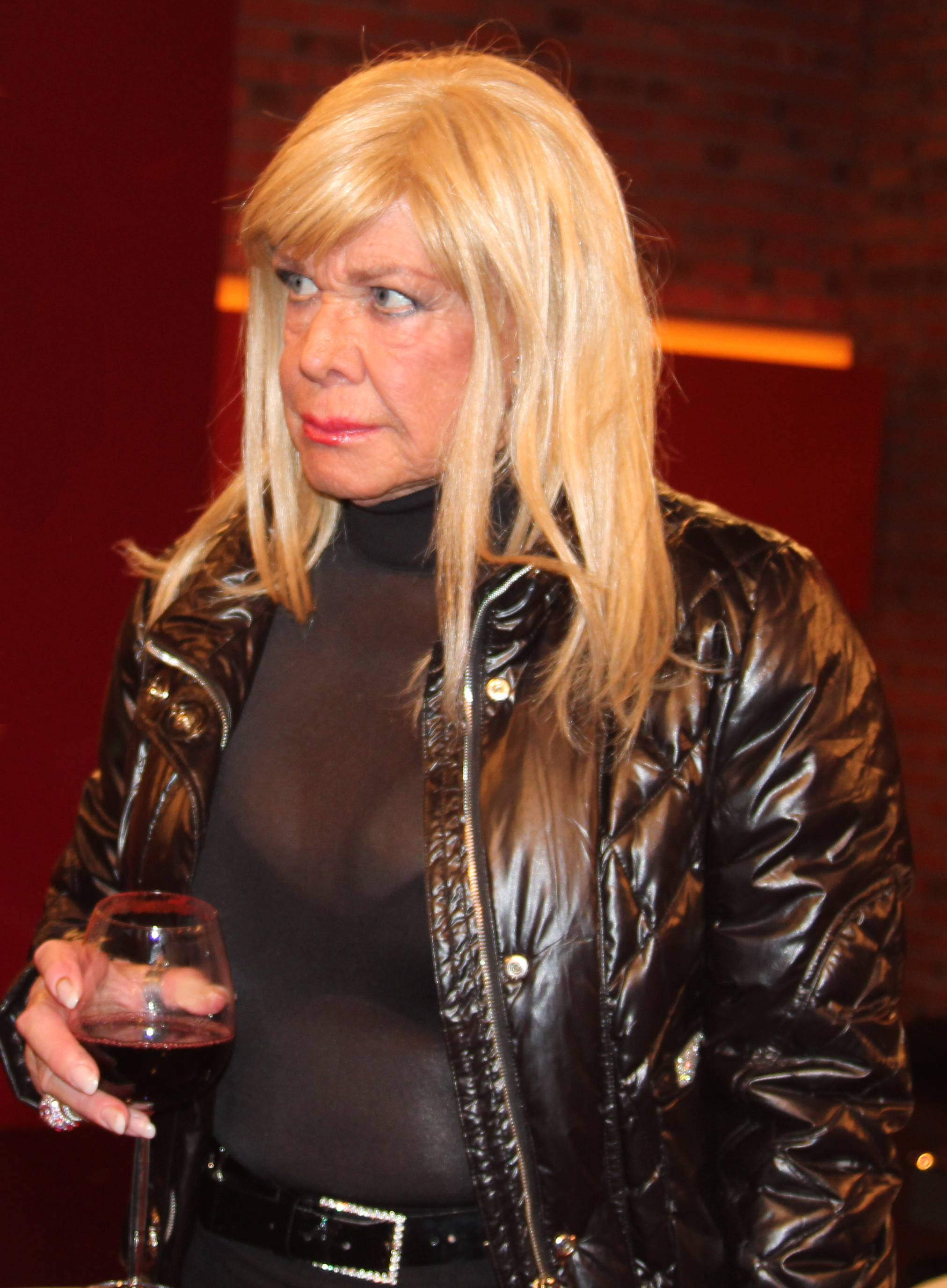
Ingrid van Bergen em 2010

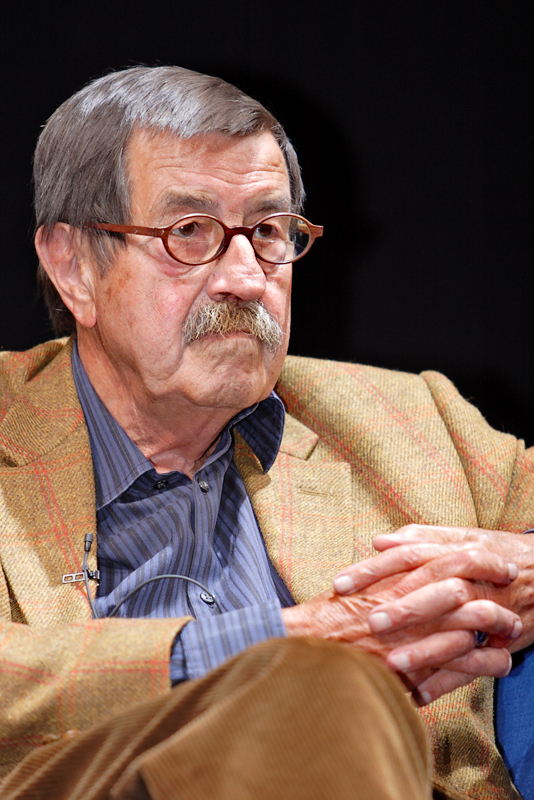
Günter Grass em 2006

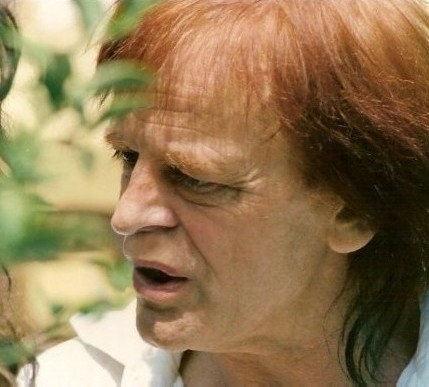
Klaus Kinski nos anos 1980

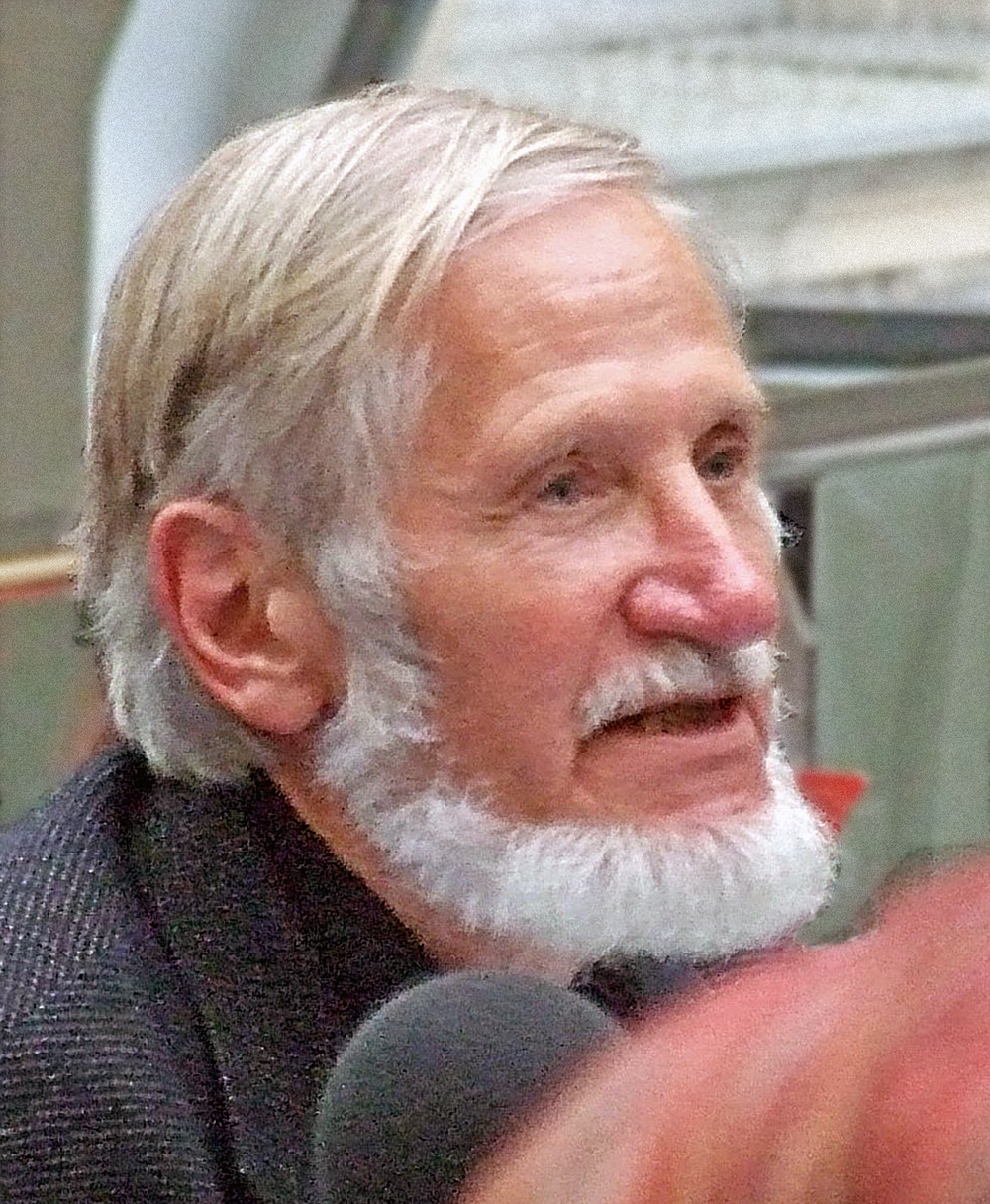
Rupert Neudeck em 2007

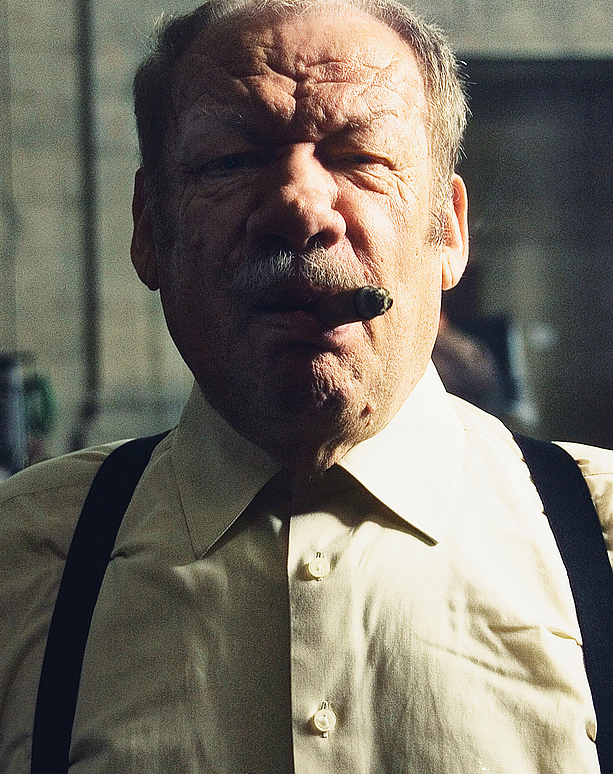
Wolfgang Völz em 2011

- Eddi Arent (1925 em Danzig – 2013 em Munique) era um ator alemão,[76] artista de cabaré e comediante. Ele apareceu em 104 filmes entre 1956 e 2002.
- Ike Aronowicz (1923 em Danzig – 2009 em Israel)[77] capitão do navio de imigrantes SS Exodus, que tentou, sem sucesso, aportar no Mandato Britânico da Palestina com sobreviventes do Holocausto em 11 de julho de 1947.
- Elisabeth Becker (1923 em Danzig – executada em 1946 em Biskupia Górka) era uma guarda de campo de concentração[78] na Segunda Guerra Mundial.
- Ingrid van Bergen (nascida em 1931 em Danzig) é uma atriz alemã.[79] Apareceu em cem filmes desde 1954. Culpada de homicídio em 1977.
- Miltiades Caridis (1923 em Danzig – 1998 em Atenas) era um maestro alemão-grego, sua família se mudou para a Grécia em 1938.
- Zygmunt Chychła (1926 em Gdańsk - 2009 em Hamburgo) era um boxeador polonês.[80] Ganhou a medalha de ouro para a Polônia nos jogos olímpicos de 1952
- Anna M. Cienciala (1929 em Danzig – 2014 na Flórida) era um polaco-estadunidense[81] historiador e autor
- Holger Czukay (1938 em Danzig – 2017 em Weilerswist) era um músico alemão,[82] cofundador do grupo de krautrock Can
- Horst Ehmke (1927 em Danzig – 2017 em Bonn) era um advogado alemão, professor de direito e político do SPD,[83] serviu como ministro federal da justiça em 1969.
- Jörg-Peter Ewert (nascido em 1938 em Danzig) é um neurofisiologista alemão[84] e pesquisador de neuroetologia.
- Günter Grass (1927 em Danzig – 2015 em Lübeck) era um novelista alemão,[85] poeta, dramaturgo, ilustrador, artista gráfico, escultor, e ganhador do prêmio Nobel de literatura de 1999.
- Ursula Happe (nascido em 1926 em Danzig) é uma nadadora alemã e campeã olímpica.[86] Competiu nos jogos olímpicos de verão de 1956 e ganhou a medalha de ouro nos duzentos metros nado de peito
- Klaus Kinski (1926 em Zopot – 1991 em Lagunitas, na Califórnia) foi um controverso ator alemão.[87]
- Wanda Klaff (1922 em Danzig – executada em 1946 em Biskupia Górka)[78] era uma supervisora de campo de concentração
- Heinz-Hermann Koelle (1925 em Danzig - 2011 em Berlim) era um engenheiro aeronáutico,[88] fez os desenhos preliminares do foguete Saturno 1.
- Erhard Krack (1931 em Danzig – 2000 em Berlim) era um político da Alemanha Oriental e prefeito de Berlim Oriental de 1974 a 1990.
- Rutka Laskier (1929 em Danzig – 1943 no campo de concentração de Auschwitz) era um adolescente judeu[89] que registrou três meses em que sofreu o holocausto
- Hanna-Renate Laurien (1928 em Danzig – 2010 em Berlim) foi um político alemão da União[90]
- Jack Mandelbaum (nascido em 1927 em Danzig) é um sobrevivente do holocausto[91]
- Rupert Neudeck (1939 em Danzig – 2016) correspondente da rádio Deutschlandfunk e[92] fundador de Cap Anamur, uma organização humanitária
- Zygmunt Pawłowicz (1927 em Danzig – 2010 em Gdańsk) se ordenou padre católico em 1952,[93] foi bispo auxiliar polonês da arquidiciose de Gdansk 1985 a 2005
- Avi Pazner (nascido em 1937 em Danzig) é um diplomata israelense aposentado[94]
- Richard Pratt (1934 em Danzig – 2009 em Victoria, na Austrália) foi um famoso homem de negócios australiano,[95] presidente das indústrias Visy. Sua família se mudou para a Austrália em 1938.
- Georg Preuß (1920 em Danzig – 1991 em Clenze) era um militar de média patente na Waffen-SS, um criminoso de guerra julgado.
- Henry Rosovsky (nascido em 1927 em Danzig) é um historiador econômico,[96] especializado em Leste Asiático, nascido de pais judeus russos
- Hermann Salomon (nascido em 1938 em Danzig) é um ex-lançador de dardo alemão[97] que competiu nos jogos olímpicos de verão de 1960, 1964 e 1968.
- Meir Shamgar (nascido em 1925 em Danzig)[98] foi presidente da Suprema Corte de Israel durante 1983/1995.
- Zalman Shoval (nascido em 1930 em Danzig) é um político israelense[99] e diplomata
- Wolfgang Völz (1930 em Danzig – 2018 em Berlim) era um ator alemão,[100] conhecido por seus papéis em peças de teatro, programas de tevê, filmes e programas de rádio
- Zdzisław Kuźniar (nascido em 1931 em Gdańsk) é um ator polonês
- F. K. Waechter (1937 em Danzig – 2005 em Frankfurt) era um cartunista alemão, autor e dramaturgo